# Yeşilöz, Güdül
Yeşilöz là một xã thuộc huyện Güdül, tỉnh Ankara, Thổ Nhĩ Kỳ. Dân số thời điểm năm 2011 là 554 người.